# Charles Koechlin
Charles Louis Eugène Koechlin (pronunciación en francés: /ʃaʁl lwi øʒɛn keklɛ̃/; París, 27 de noviembre de 1867-Le Canadel, 31 de diciembre de 1950) fue un compositor, profesor de música y musicógrafo francés. Fue un hombre apasionado en sus ideas políticas y en sus aficiones: sentía gran amor por la música medieval, El libro de la selva de Rudyard Kipling, la música de Johann Sebastian Bach, las estrellas del cine (especialmente Lilian Harvey y Ginger Rogers), los viajes o la fotografía estereoscópica. Una cita suya ilustrativa es esta: "El artista necesita una torre de marfil, no para escapar del mundo, sino como un lugar desde el que pueda ver el mundo y ser él mismo. Tal torre es para el artista como un faro que brilla por todo el mundo".

## Infancia y juventud
Fue el menor de los hijos de una extensa familia. Su madre procedía de Alsacia y su abuelo paterno fue un célebre filántropo y empresario textil, Jean Dollfus, del que Koechlin heredó su poderosa conciencia social. El padre de Charles murió cuando él tenía catorce años de edad. 
Ingresó en la École Polytechnique en 1887, pero a los pocos meses se le diagnosticó tuberculosis y perdió seis meses de escuela mientras se recuperaba en Argel. Tuvo que repetir el primer curso en la escuela y se graduó con notas mediocres. Tenía gran afición por la música y, tras vencer las reticencias familiares y recibir clases particulares de Charles Lefebvre, se matriculó en el Conservatorio de París en 1890, donde tuvo como profesor de armonía a Antoine Taudou; en 1892 comenzó a estudiar composición con Massenet, contrapunto y fuga con André Gedalge e historia de la música con Louis Bourgault-Ducoudray. Entre los estudiantes del conservatorio que fueron compañeros de Koechlin estaban George Enescu, Ernest Le Grand, Reynaldo Hahn, Max d'Ollone, Henri Rabaud y Florent Schmitt. A partir de 1896 fue alumno de Gabriel Fauré, en cuyas clases también figuraban Ravel y Jean Roger-Ducasse. Fauré influyó muchísimo en Koechlin, hasta el punto de que la primera biografía de Fauré fue escrita por el propio Koechlin en 1927. En 1898 Koechlin orquestó la suite de Pelléas et Mélisande de Fauré y en 1900 ayudó a Fauré en la representación al aire libre de su drama Promethée.

## Carrera como músico

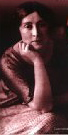
La compositora estadounidense Catherine Murphy Urner, primero alumna y después amante y gran colaboradora de Koechlin.

Tras su graduación en el Conservatorio, Koechlin se dedicó a dar clases particulares y a componer. En 1909 comenzó a colaborar regularmente como crítico musical en la Chronique des Arts y en 1910 fue uno de los fundadores, con Ravel y otros más, de la Société Musicale Indépendante, en cuyas actividades participó activamente.
Fue un apasionado defensor de la Sociedad Internacional para la Música Contemporánea (Society for Contemporary Music) y llegó a ser presidente de la sección francesa de esta institución. En 1937 fue elegido presidente de la Fédération Musicale Populaire.
Inicialmente, su situación económica desahogada le permitió vivir entre París y sus casas de campo en Villers-sur-Mer y la Costa Azul. Sin embargo, con la Primera Guerra Mundial comenzó un periodo de mayor estrechez y tuvo que ir reduciendo progresivamente su tren de vida, viéndose forzado a vender una de las casas y a tener que trabajar dando clases. 
Koechlin fue siempre un entusiasta defensor de los compositores jóvenes y de los nuevos estilos, pero no tuvo éxito en su intento de tener una plaza estable de profesor, pese a ser uno de los encargados de examinar a los candidatos de numerosas instituciones, como el Conservatorio de Bruselas, Reims o Marsella. Optó a la plaza de profesor de contrapunto y fuga del Conservatorio de París en 1920, pero fue rechazado por 20 votos negativos frente a 2 favorables (los de Albert Roussel y Maurice Emmanuel). Entre 1935 y 1939 se le permitió impartir fuga y polifonía en la Schola Cantorum.

### Estancias en los Estados Unidos
Viajó a los Estados Unidos en cuatro ocasiones para impartir conferencias y clases: fue en 1918-19, 1928, 1929 y 1937. En las segunda y tercera visitas enseñó música en la Universidad de California en Berkeley, gracias a las gestiones de su antigua alumna y amante Catherine Murphy Urner, con la que estaba en relaciones desde 1921 y con quien vivió hasta 1933 (Koechlin se había casado con Suzanne Pierrard en 1903).
En su tercera visita, en 1929, ganó el premio de composición del Hollywood Bowl con su poema sinfónico La joie païenne, que fue interpretado en ese auditorio con la orquesta dirigida por Eugene Aynsley Goossens. Pese al premio, Koechlin tuvo que pagar las edición de las partituras de la orquesta. En la década de 1930 gastó mucho dinero para posibilitar la interpretación de sus obras orquestales.

### Década de 1940, encargos de la radio
En la década de 1940, sin embargo, el departamento de música de Radio Belgique le apoyó y estrenó muchas de sus obras (incluido el ciclo completo de Le livre de la jungle (basado en El libro de la selva de Rudyard Kipling).

## Muerte y legado documental
Murió a los 83 años y su cuerpo fue enterrado en Le Canadel, Var. Parte de sus papeles personales están depositados en la Universidad de California, donados por el viudo de Catherine Urmer, Charles Rollins Shatto.

## Condecoraciones
En 1940, el gobierno francés le ofreció ser nombrado caballero de la Legión de Honor, título que Koechlin rechazó.

## Estilo y composiciones
Koechlin fue un autor muy prolífico. Se inspiraba en motivos muy variados: la naturaleza, el Oriente misterioso, las canciones populares francesas, los corales de Bach, la cultura helenística, la astronomía, las películas de Hollywood, etc.  
Al principio de su carrera compuso sobre todo canciones con acompañamiento orquestal, algunas de las cuales se interpretaron durante toda su vida. Su estilo es muy personal, una especie de impresionismo que deriva menos de Debussy que de Berlioz y Fauré. Posteriormente, se centró en componer poemas sinfónicos, obras de cámara e instrumentales.
Tras la Primera Guerra Mundial, Koechlin continuó con su devoción por la música programática y las obras para gran orquesta, en un periodo en el que estaba más de moda el neoclasicismo musical y las composiciones para grupos instrumentales pequeños, lo que quizá hizo que se tus obras tuvieran dificultades en ser interpretadas y aceptadas.
Koechlin se inspiró en obras literarias para sus obras programáticas: así, el Livre de la jungle se basa en la obra de Rudyard Kipling; el poema sinfónico Le buisson ardent en Romain Rolland (se trata de un díptico con dos poemas sinfónicos que pueden interpretarse separadamente) y Le docteur Fabricius se basa en una novela de su tío Charles Dollfus. Aparte, tiene tres cuartetos de cuerda, cinco sinfonías (la llamada Seven Stars Symphony está inspirada en actores de Hollywood), sonatas para distintos instrumentos (flauta, oboe, clarinete, fagot, trompa, viola o violonchelo) y muchas canciones (con textos de autores Edmond Haraucourt, André Chénier o Tristan Klingsor). También compuso numerosas obras con propósito pedagógico (monodias, fugas, corales...). Muchas de sus obras no llegaron a publicarse.
Escribió música con gran variedad estilística: a veces, usó las técnicas del contrapunto severo barroco, como en la fuga que abre su Sinfonía n.º 2 (cuya primera grabación no se hizo hasta 2005); a veces, se acercó la Impresionismo musical, como en Au Loin o en el scherzo de su Sinfonía n.º 2. Podía pasar de texturas y armonías muy simples a otras de extrema complejidad, a veces en el transcurso de una misma obra. Son muy característicos de su estilo ciertos efectos, como un tratamiento muy estático de la armonía, 
o las series de quintas que van pasando por toda una gama de instrumentos. Sus melodías son, a menudo, largas, asimétricas, de amplia tesitura. Estuvo  interesado en las obras de Arnold Schoenberg y en su sistema dodecafónico, con el que compuso algunas pocas piezas y que parodió en la parte de los «Les Bandar-Log» del poema sinfónico El libro de la selva.
Su fascinación por el cine le llevó componer bandas sonoras para películas imaginarias y obras para la actriz de Hollywood Lilian Harvey, por la que sentía devoción. Su sinfonía Siete estrellas (Seven Stars Symphony, 1933) está compuesta por siete movimientos inspirados en los actores Douglas Fairbanks, Lilian Harvey, Greta Garbo, Clara Bow, Marlene Dietrich, Emil Jannings y Charlie Chaplin. También compuso un Epitaph for Jean Harlow y una suite de danzas para Ginger Rogers.
Estaba muy interesado en algunos instrumentos poco utilizados en la música sinfónica, como el saxofón y, especialmente, las ondas Martenot. En su Sinfonía n.º 2 se utilizan cuatro de estos instrumentos, que suelen suprimirse en las pocas interpretaciones que se han hecho de esta obra. Escribió varias obras para trompa de caza, instrumento que él mismo tocaba.
Koechlin orquestó varias obras de otros compositores, como la suite Pelléas et Mélisande de Fauré, Khamma de Claude Debussy (lo hizo a partir de la partitura para piano y bajo la supervisión del compositor), el ballet Within the Quota de Cole Porter, la Fantasía Wanderer de Schubert y la Bourrée fantasque de Chabrier.